# ابتسام باضريس
ابتسام سعيد باضريس (مواليد 4 أكتوبر ؟؟ في جدة) هي فيزيائية سعودية، تشتغل حاليا كعالمة أبحاث في المركز الوطني للتقنيات المتناهية الصغر في مدينة الملك عبد العزيز للعلوم والتقنية (KACST) وهي زميل متميز في كلية نيو وستمنستر.
ابتسام باضريس هي أول امرأة سعودية تحصل على العضوية في المنظمة الأوروبية للأبحاث النووية (CERN). بالإضافة إلى ذلك، تعد ابتسام أول سيدة سعودية حاصلة على درجة الدكتوراه تعمل في المركز الوطني للرياضيات والفيزياء في مدينة الملك عبد العزيز للعلوم والتقنية. مجالات بحثها هي فيزياء الجسيمات الأولية التجريبية، الفيزياء الفلكية، الفيزياء الطبية والفيزياء النووية. بالإضافة إلى ذلك، تعمل الدكتور باضريس كأستاذ مساعد في جامعة كارلتون، أوتاوا، أونتاريو، كندا.

## سيرتها
وُلدت ابتسام باضريس وترعرعت في مدينة جدة بالمملكة العربية السعودية. في عام 1990، حصلت على درجة البكالوريوس في الفيزياء من جامعة الملك عبد العزيز، ثم في عام 1997 حصلت على درجة الماجستير في الفيزياء التطبيقية / الليزر من جامعة فيرلي ديكنسون. حصلت على درجة الدكتوراه في فيزياء الجسيمات من جامعة برن في عام 2011. ابتسام باضريس حاصلة أيضا على درجة الدكتوراه في العلاقات الدولية من كلية جنيف للدبلوماسية والعلاقات الدولية. حصلت على جائزة التفوق الأكاديمي للبعثة الثقافية السعودية أعوام 1996، 1997، و2007 وكانت أول فيزيائية غير أمريكية تحصل على جائزة «فيزيائي الشهر» من قبل مُنظمة الجمعية الفيزيائية الأمريكية في أغسطس 2014، والمنظمة هي ثاني أكبر منظمة في العالم تخص علماء الفيزياء، وهي منظمة ذات عضوية غير ربحية، تعمل على تعزيز ونشر المعرفة في مجال الفيزياء من خلال المجلات المتميزة والبحوث واللقاءات العلمية والتوعية والدعوة والأنشطة الدولية، ويُمثل الجمعية أكثر من 50,000 عضو من بينهم علماء الفيزياء في الأوساط الأكاديمية والمختبرات الوطنية والصناعة في الولايات المتحدة وجميع أنحاء العالم. وتنشر الجمعية أكثر من عشر مجلات علمية بما في ذلك مجلة (بالإنجليزية: Physical Review and Physical Review Letters)‏ المرموقة، وتُنظم أكثر من 20 جلسة علوم كل عام.

. شاركت من خلال منظمة سيرن في تجربة تحاكي نشأة الكون، وذلك بالتعاون مع عدد كبير من الباحثين داخل المنظمة، ويتمثل دورها في تحليل وتفسير المعلومات بالإشتراك مع علماء التجربة من أجل الوصول إلى معلومات أكثر دقة حول نشأة الكون وتطوير نظريات علمية حديثة بناءا على هذه التجربة. تتحدث ابتسام اللغات العربية والإنجليزية والفرنسية بطلاقة.

## الجوائز والإنجازات
حصلت الدكتورة إبتسام باضريس على عدد من التكريمات وذلك اعترافا بمجهوداتها العلمية والبحثية وإسهاماتها في مجال الفيزياء بشكل عام ونذكر منها :
- جائزة التميز الأكاديمي للبعثة الثقافية السعودية، الولايات المتحدة الأمريكية، 1996-1997.
- جائزة التفوق الأكاديمي للبعثة الثقافية السعودية، أوروبا، 2007.
- أول امرأة سعودية تنضم إلى المنظمة الأوروبية للأبحاث النووية كباحثة.
- جائزة فيزيائي الشهر من قبل الجمعية الفيزيائية الأمريكية، أغسطس 2014.[8]

- رُشِّحت لتكون حكما على الملصقات العلمية الخاصة بالجمعية الفيزيائية الأمريكية في المؤتمر الدولي للجمعية في أبريل من عام 2014.